# A Lyga
La A Lyga o División de Honor de Lituania es la máxima categoría masculina de fútbol del sistema de ligas de Lituania, organizada por la Federación Lituana de Fútbol. Comenzó a disputarse en la temporada 1991, coincidiendo con el año en que el país reinstauró la independencia.
Lituania cuenta con un campeonato nacional de liga desde 1924, aunque en los años 1940 este torneo quedó integrado como categoría inferior del sistema de ligas de la Unión Soviética. A partir de la década de 1990, los clubes lituanos restablecieron la liga nacional bajo el amparo de la LFF. El equipo más laureado del país es el FK Žalgiris de Vilna, y en anteriores ediciones la liga estuvo dominada por los ya desaparecidos FBK Kaunas y FK Ekranas.

## Historia
La liga de fútbol de Lituania fue creada en 1922 con la participación exclusiva de equipos de Kaunas en sus dos primeras temporadas. A partir de 1924 se amplió a las ciudades de Klaipėda y Šiauliai, cada una con su propio grupo, y los vencedores locales se medían en una eliminatoria final de la que saldría el campeón nacional. No hubo un sistema de liga propiamente dicho hasta 1931, con la participación de siete clubes. La Segunda Guerra Mundial y la invasión soviética interrumpieron el normal desarrollo de este torneo.
Cuando la Unión Soviética se anexionó Lituania y el resto de las repúblicas bálticas, casi todos los equipos existentes fueron disueltos y reemplazados por nuevas entidades. Los clubes lituanos disputaban la «Liga de la RSS de Lituania», una división regional integrada en el sistema de ligas de la URSS, y tenían la posibilidad de promocionar a categorías superiores. El único equipo lituano que llegaría a jugar la Primera División de la URSS fue el VFK Žalgiris, despuntando en los años 1980 con un tercer puesto en la temporada 1987 y la medalla de oro en la Universiada de 1987.
Con la independencia de Lituania en 1991, los clubes lituanos abandonaron el sistema de ligas soviético para afiliarse a la Federación Lituana de Fútbol, que ese mismo año conformó una liga nacional. Las ocho siguientes ediciones se celebraron con el calendario futbolístico europeo, desde otoño hasta verano, pero el clima gélido del país motivó que desde 1999 cada temporada se desarrolle entre febrero y noviembre. El dominio del VFK Žalgiris se vio contestado con la irrupción del FBK Kaunas y del FK Ekranas. Cuando ambas entidades dejaron de existir en los años 2010, el equipo de Vilna recuperó su protagonismo tradicional. La desaparición de varios clubes por problemas económicos conllevó una reducción de participantes hasta el mínimo de seis en 2020.

## Participantes
Un total de 36 equipos han participado en al menos una edición de la División de Honor de Lituania, sin que ninguno de ellos haya podido disputar todas las temporadas. El equipo con más presencias entre los existentes es el FK Žalgiris, fundado en 1947.

### Temporada 2025
| Equipos         | Ciudad      | Estadio                  | Capacidad |
| --------------- | ----------- | ------------------------ | --------- |
| F. K. Banga     | Gargždai    | Estadio de Gargždai      | 2 300     |
| DFK Dainava     | Alytus      | Alytaus miesto stadionas | 3 748     |
| F. C. Džiugas   | Telšiai     | Estadio de Telšiai       | 2 400     |
| F. C. Hegelmann | Kaunas      | Estadio NFA              | 500       |
| Kauno Zalgiris  | Kaunas      | Estadio SM Tauras        | 500       |
| F. K. Panevėžys | Panevėžys   | Estadio Aukštaitija      | 6 600     |
| F. K. Riteriai  | Vilna       | Estadio LFF              | 5 067     |
| F. A. Šiauliai  | Šiauliai    | Estadio Savivaldybė      | 4 000     |
| F. K. Sūduva    | Marijampolė | Estadio Sūduva           | 6 250     |
| F. K. Žalgiris  | Vilna       | Estadio LFF              | 5 000     |

## Sistema de competición
La A Lyga es un torneo organizado y regulado por la Federación Lituana de Fútbol, conjuntamente con el resto de categorías inferiores. Se trata de la única liga profesional del país, por lo que los organizadores se reservan el derecho a aceptar o rechazar cualquier participante.
La competición se disputa anualmente, empezando en febrero y terminando en noviembre del mismo año por cuestiones climatológicas. Desde la temporada 2021 participan un total de diez clubes de fútbol. Siguiendo un sistema de liga, se enfrentarán todos contra todos en tres ocasiones —dos en campo propio y una en campo contrario o viceversa—. El calendario de los encuentros se decide por sorteo antes de empezar la competición.
La clasificación final se establece con arreglo a los puntos totales obtenidos por cada equipo al finalizar el campeonato. Los equipos obtienen tres puntos por cada partido ganado, un punto por cada empate y ningún punto por los partidos perdidos. Si al finalizar el campeonato dos equipos igualan a puntos, existen mecanismos de desempate:
1. El que tenga una mayor diferencia entre goles a favor y en contra, según el resultado de los partidos jugados entre ellos.
2. El que tenga la mayor diferencia de goles a favor, teniendo en cuenta todos los obtenidos y recibidos en el transcurso de la competición.
3. El club que haya marcado más goles.

El equipo que al término del campeonato sume más puntos será el campeón nacional y se clasificará para la ronda clasificatoria de la Liga de Campeones de la UEFA. El segundo y el tercero, así como el campeón de la Copa de Lituania, tienen derecho a disputar la ronda previa de la Liga de Conferencia Europa de la UEFA. 
El último clasificado desciende a la Primera Liga de Lituania y es reemplazado por su campeón, mientras que el penúltimo una promoción de permanencia con el subcampeón de la división inferior. No obstante, la participación en la A Lyga está condicionada al cumplimiento de una serie de criterios económicos, por lo que la LFF se reserva el derecho a aceptar o rechazar cualquier participante. 

## Historial
Para ver todos los campeones de la etapa amateur y de la etapa soviética, véase Historial de la A Lyga
| Temporada     | Campeón               | Subcampeón              | Tercero               | Notas                                                              |
| Lietuvos Lyga | Lietuvos Lyga         | Lietuvos Lyga           | Lietuvos Lyga         | Lietuvos Lyga                                                      |
| ------------- | --------------------- | ----------------------- | --------------------- | ------------------------------------------------------------------ |
| 1990          | FK Sirijus Klaipėda   | FK Ekranas              | FK Žalgiris           | Campeonato sin reconocimiento oficial                              |
| 1991          | FK Žalgiris           | Lietuvos Makabi Vilna   | Banga Kaunas          | Temporada de transición, 15 equipos                                |
| 1991-92       | FK Žalgiris           | FK Panerys Vilna        | FK Sirijus Klaipėda   | Liga reducida a 14 equipos                                         |
| 1992-93       | FK Ekranas            | FK Žalgiris             | FK Panerys Vilna      |                                                                    |
| 1993-94       | FK ROMAR Mažeikiai    | FK Žalgiris             | FK Ekranas            | Liga reducida a 12 equipos                                         |
| 1994-95       | Inkaras-Grifas Kaunas | FK Žalgiris             | FK ROMAR Mažeikiai    |                                                                    |
| 1995-96       | Inkaras-Grifas Kaunas | Kareda-Sakalas Šiauliai | FK Žalgiris           | Liga ampliada a 15 equipos                                         |
| 1996-97       | Kareda Šiauliai       | FK Žalgiris             | Inkaras-Grifas Kaunas | Liga ampliada a 16 equipos                                         |
| 1997-98       | Kareda Šiauliai       | FK Žalgiris             | FK Ekranas            |                                                                    |
| 1998-99       | FK Žalgiris           | Kareda Šiauliai         | FBK Kaunas            | Liga reducida a 13 equipos                                         |
| A Lyga        |                       |                         |                       |                                                                    |
| 1999          | FBK Kaunas            | FK Žalgiris             | FK Atlantas           | Temporada de transición, 10 equipos                                |
| 2000          | FBK Kaunas            | FK Žalgiris             | FK Atlantas           |                                                                    |
| 2001          | FBK Kaunas            | FK Atlantas             | FK Žalgiris           |                                                                    |
| 2002          | FBK Kaunas            | FK Atlantas             | FK Ekranas            |                                                                    |
| 2003          | FBK Kaunas            | FK Ekranas              | FK Vėtra              | Liga reducida a 8 equipos                                          |
| 2004          | FBK Kaunas            | FK Ekranas              | FK Atlantas           |                                                                    |
| 2005          | FK Ekranas            | FBK Kaunas              | FK Sūduva Marijampolė | Liga ampliada a 10 equipos                                         |
| 2006          | FBK Kaunas            | FK Ekranas              | FK Vėtra              |                                                                    |
| 2007          | FBK Kaunas            | FK Sūduva Marijampolė   | FK Ekranas            |                                                                    |
| 2008          | FK Ekranas            | FBK Kaunas              | FK Vėtra              | Liga reducida a 8 equipos                                          |
| 2009          | FK Ekranas            | FK Vėtra                | FK Sūduva Marijampolė | El FBK Kaunas y el FK Atlantas fueron expulsados por la Federación |
| 2010          | FK Ekranas            | FK Sūduva Marijampolė   | FK Žalgiris           | Liga ampliada a 11 equipos                                         |
| 2011          | FK Ekranas            | FK Žalgiris             | FK Sūduva Marijampolė |                                                                    |
| 2012          | FK Ekranas            | FK Žalgiris             | FK Sūduva Marijampolė | Liga reducida a 10 equipos                                         |
| 2013          | FK Žalgiris           | FK Atlantas             | FK Ekranas            |                                                                    |
| 2014          | FK Žalgiris           | FK Kruoja Pakruojis     | FK Atlantas           |                                                                    |
| 2015          | FK Žalgiris           | FK Trakai               | FK Atlantas           |                                                                    |
| 2016          | FK Žalgiris           | FK Trakai               | FK Sūduva Marijampolė | Liga reducida a 8 equipos                                          |
| 2017          | FK Sūduva Marijampolė | FK Žalgiris             | FK Trakai             |                                                                    |
| 2018          | FK Sūduva Marijampolė | FK Žalgiris             | FK Trakai             |                                                                    |
| 2019          | FK Sūduva Marijampolė | FK Žalgiris             | FK Riteriai           |                                                                    |
| 2020          | FK Žalgiris           | FK Sūduva Marijampolė   | FK Kauno Žalgiris     | Liga reducida a 6 equipos                                          |
| 2021          | FK Žalgiris           | FK Sūduva Marijampolė   | FK Kauno Žalgiris     | Liga ampliada a 10 equipos                                         |
| 2022          | FK Žalgiris           | FK Kauno Žalgiris       | FK Panevėžys          |                                                                    |
| 2023          | FK Panevėžys          | FK Žalgiris             | FA Šiauliai           |                                                                    |
| 2024          | FK Žalgiris           | FC Hegelmann            | FK Kauno Žalgiris     |                                                                    |

## Palmarés
| Club                                 | Títulos | Subcampeonatos | Años de los campeonatos                                                |
| ------------------------------------ | ------- | -------------- | ---------------------------------------------------------------------- |
| FK Žalgiris                          | 11      | 13             | 1991, 1991–92, 1998–99, 2013, 2014, 2015, 2016, 2020, 2021, 2022, 2024 |
| FBK Kaunas †                         | 8       | 2              | 1999, 2000, 2001, 2002, 2003, 2004, 2006, 2007                         |
| FK Ekranas Panevėžys †               | 7       | 4              | 1992–93, 2005, 2008, 2009, 2010, 2011, 2012                            |
| FK Sūduva Marijampolė                | 3       | 4              | 2017, 2018, 2019                                                       |
| FK Kareda Kaunas (Kareda Šiauliai) † | 2       | 2              | 1996–97, 1997–98                                                       |
| Inkaras-Grifas Kaunas †              | 2       | -              | 1994–95, 1995–96                                                       |
| FK ROMAR Mažeikiai †                 | 1       | -              | 1993–94                                                                |
| FK Sirijus Klaipeda †                | 1       | -              | 1990                                                                   |
| FK Panevėžys                         | 1       | -              | 2023                                                                   |
| FK Atlantas Klaipeda †               | -       | 3              |                                                                        |
| FK Trakai                            | -       | 2              |                                                                        |
| Lietuvos Makabi Vilnius †            | -       | 1              |                                                                        |
| FK Panerys Vilnius †                 | -       | 1              |                                                                        |
| FK Vėtra Vilnius †                   | -       | 1              |                                                                        |
| FK Kruoja Pakruojis †                | -       | 1              |                                                                        |
| FK Kauno Žalgiris                    | -       | 1              |                                                                        |
| FC Hegelmann                         | -       | 1              |                                                                        |

- † Equipo desaparecido.

## Goleadores
| Temporada | Máximo goleador                  | Club                                  | Goles |
| --------- | -------------------------------- | ------------------------------------- | ----- |
| 1990      | Dalius Bajorūnas                 | FK Tauras Šiauliai                    | 22    |
| 1991      | Egidijus Meidus                  | Vilija Kaunas                         | 13    |
| 1991-92   | Remigijus Pocius Vaidotas Šlekys | Sakalas Šiauliai FK Ekranas Panevėžys | 14    |
| 1992-93   | Vaidotas Šlekys                  | FK Ekranas Panevėžys                  | 16    |
| 1993-94   | Vaidotas Šlekys                  | FK Ekranas Panevėžys                  | 16    |
| 1994-95   | Eimantas Poderis                 | FK Inkaras Kaunas                     | 24    |
| 1995-96   | Edgaras Jankauskas               | FK Žalgiris Vilnius                   | 25    |
| 1996-97   | Remigijus Pocius                 | Kareda Šiauliai                       | 14    |
| 1997-98   | Vidas Dancenka                   | Kareda Šiauliai                       | 26    |
| 1998-99   | Artūras Fomenka                  | Kareda Šiauliai                       | 14    |
| 1999      | Nerijus Vasiliauskas             | FK Žalgiris Vilnius                   | 10    |
| 2000      | Andrius Velička                  | FBK Kaunas                            | 26    |
| 2001      | Remigijus Pocius                 | FBK Kaunas                            | 24    |
| 2002      | Audrius Šlekys                   | FBK Kaunas                            | 19    |
| 2003      | Ričardas Beniušis                | FBK Kaunas                            | 16    |
| 2004      | Povilas Lukšys                   | FK Ekranas Panevėžys                  | 19    |
| 2005      | Mantas Savėnas                   | FK Ekranas Panevėžys                  | 27    |
| 2006      | Serhiy Kuznetsov                 | FK Vėtra Vilnius                      | 18    |
| 2007      | Povilas Lukšys                   | FK Ekranas Panevėžys                  | 26    |
| 2008      | Rafael Ledesma                   | FBK Kaunas                            | 14    |
| 2009      | Valdas Trakys                    | FK Ekranas Panevėžys                  | 20    |
| 2010      | Povilas Lukšys                   | FK Sūduva Marijampolė                 | 16    |
| 2011      | Deivydas Matulevičius            | FK Žalgiris Vilnius                   | 19    |
| 2012      | Artūras Rimkevičius              | FK Šiauliai                           | 35    |
| 2013      | Nerijus Valskis                  | FK Sūduva Marijampolė                 | 27    |
| 2014      | Niko Tokić                       | FK Šiauliai                           | 19    |
| 2015      | Tomas Radzinevičius              | FK Sūduva Marijampolė                 | 28    |
| 2016      | Andrija Kaludjerovic             | FK Žalgiris Vilnius                   | 20    |
| 2017      | Darvydas Šernas                  | FK Žalgiris Vilnius                   | 18    |
| 2018      | Liviu Antal                      | FK Žalgiris Vilnius                   | 23    |
| 2019      | Tomislav Kiš                     | FK Žalgiris Vilnius                   | 27    |
| 2020      | Hugo Vidémont                    | FK Žalgiris Vilnius                   | 13    |
| 2021      | Hugo Vidémont                    | FK Žalgiris Vilnius                   | 17    |
| 2022      | Renan Oliveira                   | FK Žalgiris Vilnius                   | 17    |
| 2023      | Mathias Oyewusi                  | FK Žalgiris Vilnius                   | 19    |
| 2024      | Liviu Antal                      | FK Žalgiris Vilnius                   | 20    |